# Lepthyphantes ruwenzori
Lepthyphantes ruwenzori är en spindelart som beskrevs av Rudy Jocqué 1985. Lepthyphantes ruwenzori ingår i släktet Lepthyphantes och familjen täckvävarspindlar. Inga underarter finns listade i Catalogue of Life.